# Аксаркіно
Акса́ркіно (рос. Аксаркино, марій. Кугу Аксарка) — присілок у складі Медведевського району Марій Ел, Росія. Входить до складу Шойбулацьке сільського поселення.

## Населення
Населення — 180 осіб (2010; 156 у 2002).
Національний склад (станом на 2002 рік):
- лучні марійці — 90 %